# Belleville metróállomás
A Belleville egy metróállomás Franciaországban, Párizsban a párizsi metró 2-es és 11-es metróvonalán. Tulajdonosa és üzemeltetője a RATP.

## Metróvonalak
Az állomást az alábbi metróvonalak érintik:
- 2-es metróvonal
- 11-es metróvonal

## Kapcsolódó állomások
A metróállomáshoz az alábbi állomások vannak a legközelebb:
- Colonel Fabien (Porte Dauphine, 2-es metróvonal)
- Couronnes (Nation, 2-es metróvonal)
- Goncourt (Châtelet, 11-es metróvonal)
- Pyrénées (Rosny-Bois-Perrier, 11-es metróvonal)